# 斯科特·皮特斯
斯科特·皮特斯（Scott Peters ；1958年6月17日—）是美國的一位政治人物。自2013年開始，他是加利福尼亞州第52選舉區選出的美國眾議院議員。他的黨籍是民主黨。在成為國會議員之前，他曾經是圣迭戈市的市議員。